# Vodilna mapa
Vodilna mapa je sestavni del projektne dokumentacije, ki je potrebna za pridobitev gradbenega dovoljenja. Vodilna mapa je povzetek vseh načrtov, ki so sestavni del projektne dokumentacije in je pripomoček za lažjo predstavo kje se bo določena gradnja objekta ali pa posega v prostor nahajala.

## Zakonodaja
Vodilna mapa mora biti izdelana skladno s pravilnikom o projektni dokumentaciji. Pravilnik o projektni dokumentaciji točno določa vsebino vodilne mape, katero se je potrebno striktno držati in jo izdelati natančno tako, kot je napisano.

## Vsebina
Vodilna mapa mora vsebovati podatke o projektu in podatke o udeležencih (investitor) pri graditvi, kazalo vsebine vodilne mape, kazalo vsebine celotnega projekta, splošne podatke o objektu in soglasij. Nujno morajo biti navedeni podatki o izdelovalcih projekta. Vsebovati pa mora še lokacijske podatke, izkaze in kopije pridobljenih soglasij ter soglasij za priključitev. Investitor je lahko samo oseba, ki je lastnik zemljišča, ki je vpisano v zemljiško knjigo. Vodilno mapo izdela projektivno podjetje, ki se ukvarja s projektiranjem ali pooblaščeni projektant z licenco, to pomeni da je vpisan v register pooblaščenih arhitektov (ZAPS) ali pa v inženirsko zbornico Slovenije (IZS).

## Znanje
Pri izdelavi vodilne mape je potrebnega kar nekaj znanja iz področja urejanja zemljišč oz. zemljiške knjige. Potrebno je imeti občutek za umestitev objektov v prostor, saj ni vseeno kam se objekti umestijo. Konec koncev smo vsi zadovoljni, če živimo v urejenem urbanem okolju. Eden izmed najbolj dolgotrajnih procesov pri izdelavi vodilne mape pa je pridobitev vseh potrebnih soglasij ali soglasij za priključitev. To so v večini najbolj dolgotrajni postopki, ki pa niso odvisni od projektantov samih temveč od ljudi oz. služb, ki so pristojne za izdajo le teh. Zakonodaja se sicer premika v smer, ki naj bi skrajšala postopke za pridobitev gradbenega dovoljenja vendar se v praksi še vedno zadeve zatikajo. Pri izdelavi vodilne mape pa še vedno prednjačijo izkušnje izdelovalca, saj dostikrat lahko s svojimi izkušnjami in znanjem pospeši izdelavo.